# Construcții Bihor
Construcții Bihor este o companie de construcții din Oradea.
Acționarul majoritar al firmei este Vasile Ghilea, care deține 52,5% din acțiuni, iar principalul acționar minoritar este STK Emergent, cu 25% din acțiuni.
Cifra de afaceri:
- 2009: 54,3 milioane lei[2]
- 2008: 78,5 milioane lei[2]
- 2007: 46 milioane lei (13,8 milioane euro)[1]

Venit net în 2007: 4,5 milioane lei (1,34 milioane euro)